# 林登 (佛羅里達州)
林登（英語：Linden）是位於美國佛羅里達州薩姆特縣的一個非建制地區。該地的面積和人口皆未知。

## 地理
林登的座標為28°34′00″N 82°02′00″W / 28.56667°N 82.03333°W，而該地的平均海拔高度為28米（即92英尺）。